# Hikimayu

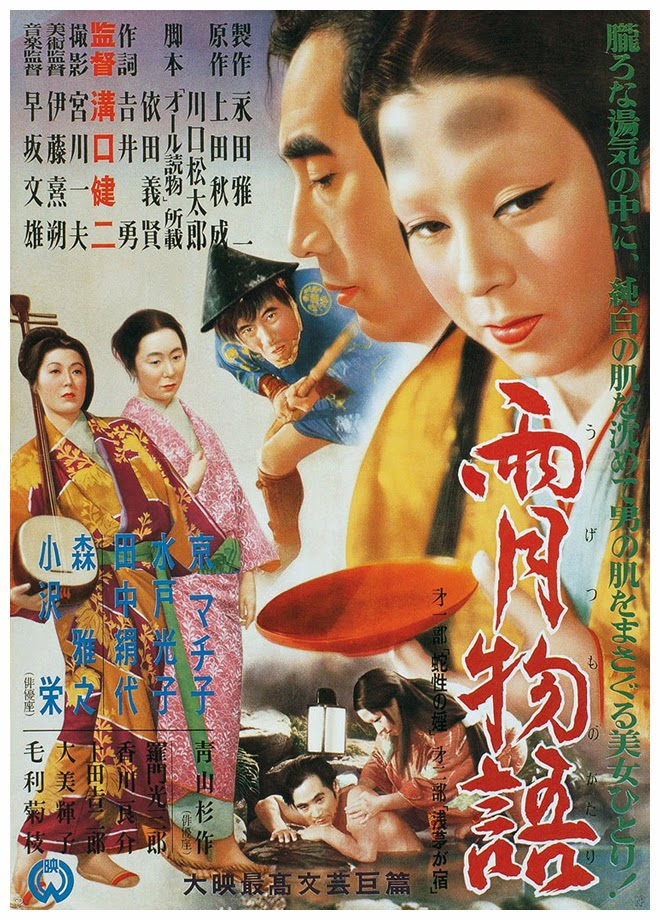
Póster de la película de 1953 Ugetsu. La mujer tiene las cejas al modo del Hikimayu.

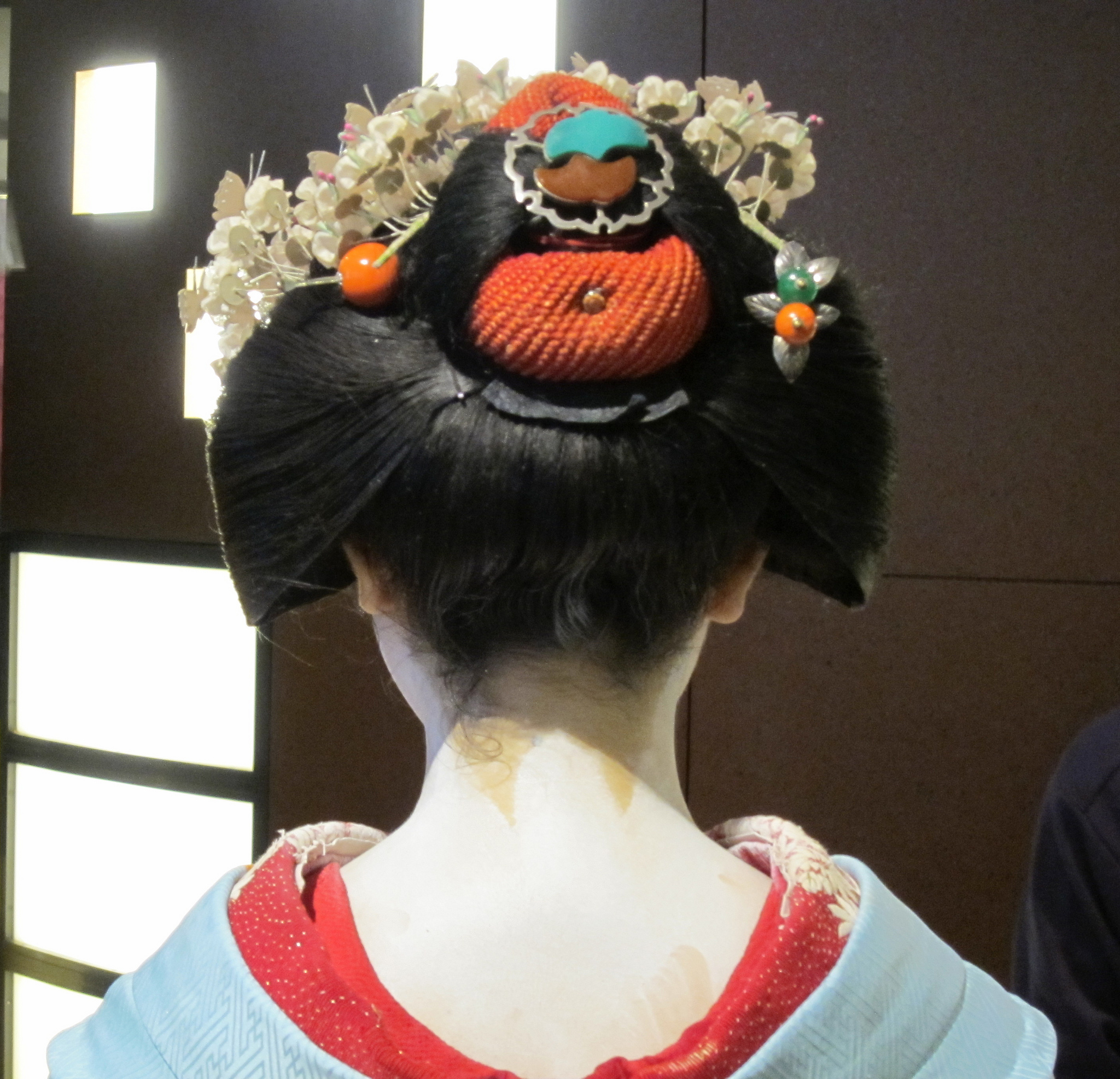
Oshiroi en el cuello.

El hikimayu (引眉 tirar de las cejas?) era la práctica japonesa de retirar las cejas y pintarse otras más grandes y gruesas con forma de manchas en la frente, en el Antiguo Japón.
Hiki significa «tirar» y mayu significa «ceja». Las mujeres de la aristocracia se las depilaban o las rasuraban para después pintarse otras usando un tinte en polvo llamado haizumi, que estaba hecho de hollín o aceite de semillas de colza.

## Historia
El hikimayu apareció por primera vez en el siglo VIII, cuando la corte japonesa adoptó la moda y las costumbres chinas. Las mujeres nobles empezaron a pintar sus caras con un polvo blanco llamado oshiroi. Una posible razón es que así era más fácil ponerse el oshiroi. En ese entonces las cejas se pintaban en forma de arco como en China. Las mujeres también empezaron a pintarse los dientes de negro, práctica conocida como ohaguro.
La cultura japonesa empezó a florecer en el periodo Heian de 794 d. C. En la corte imperial, las artes alcanzaron la cima del refinamiento. Las mujeres empezaron a usar vestimentas muy elaboradas, pintando sus caras mucho más, y dibujando sus cejas como óvalos o manchas en sus frentes. Una posibilidad es que cuando empezaron a dejarse el pelo suelto a los lados, sintieron que la frente era demasiado prominente, y en consecuencia empezaron a pintar sus cejas como óvalos en medio de la frente para compensar el balance de la cara.
Inmediatamente después del periodo Heian, que terminó en 1185, también los hombres acomodados se pintaban la cara de blanco, los dientes de negro y se quitaban las cejas. Como costumbre ya solo femenina, el hikimayu duró muchos siglos. En el teatro nō, que se inició en el siglo XIV, las máscaras para los personajes de mujeres jóvenes, usualmente tenían las cejas con este estilo.
Ya en el periodo Edo, desde el siglo XVII, el hikimayu y el ohaguro eran practicados solo por las mujeres casadas. A finales del siglo XIX, el gobierno japonés terminó su política de aislamiento y empezó a adoptar la cultura occidental. Las cejas pintadas en la frente y los dientes negros ya no eran apropiados en la sociedad moderna; finalmente en 1870 se prohibieron ambas prácticas. Hoy en día sólo se usa en el teatro nō, y ocasionalmente en festivales locales.

## En la literatura
El hikimayu se menciona en dos de los grandes clásicos literarios del Período Heian, La historia de Genji y El libro de la almohada. Un pasaje cercano al final de La historia de Genji, habla sobre una niña de unos diez años que vive en el palacio del emperador Nijo: 
 Gracias a los gustos conservadores de su abuela, sus dientes todavía no habían sido pintados de negro ni sus cejas arrancadas. Genji había puesto a una de las mujeres a pintar sus cejas, que dibujó en frescos y elegantes arcos.
En El libro de la almohada también se menciona el hikimayu:
Las cosas que crean la apariencia de emociones profundas; el sonido de tu voz cuando estás limpiando constantemente tu moqueante nariz cuando hablas. Quitarte tus cejas.

## En el cine
El  hikimayu se puede ver en películas japonesas de época como Rashomon, Ugetsu, y Ran. En las primeras dos películas, la actriz es Machiko Kyo. En Rashomon, que se ambienta en el siglo XII, a finales del periodo Heian, ella interpreta el personaje de la esposa de un samurái que despierta el deseo de un bandido; Ugetsu, se ambienta en el periodo de guerra civil, Sengoku, de 1493 a 1573. En esta película ella es una hechicera o fantasma que seduce al personaje principal; en Ran, que se basa en el rey Lear, el hikimayu se puede ver lucido por Mieko Harada que interpreta a la dama Kaede, quien intenta destruir al clan Ichimonji, manipulando al patriarca Hidetora y a sus tres hijos para que se maten entre ellos.